# カルネージハート
『カルネージハート』(Carnage Heart) シリーズは、アートディンクから発売されたゲームソフトのシリーズ。ジャンルはシミュレーションゲーム。
これまで6作品が発売されており、基本的なシステムはほぼ踏襲されているが、世界観を除くストーリーとしての繋がりはほぼ存在しない。

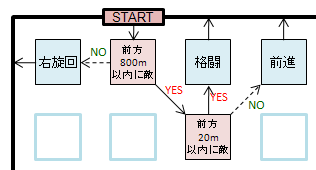
カルネージハートポータブルの簡単なプログラムの概念図（フローチャート形式）

『カルネージハート』シリーズは、基本的にOKE（オーバーキルエンジン）という自律動作するロボット兵器を「ハードウェア」と「ソフトウェア」の両方面から構築するシミュレーションゲームである。機体の基本となるボディ、それらにCPU、搭載武器、装甲、カラーリングといった様々なパーツを組み合わせることで「ハードウェア」を設計していき、それに加えて搭載装甲の強度や搭載エネルギーに対する燃費の微調整などといった想定に応じた設計も可能としている。一方、OKEの行動処理パターンや思考パターンは、プレイヤーがあらかじめ「ソフトウェア」のプログラミングを通じて構築していく。
この「ハードウェアの設計」と、「ハードウェアや戦術・戦略目的に合わせたソフトウェアのプログラム」、「これら(ハードウェア、ソフトウェア）によって設計された、複数のOKEによるチーム戦略」の優劣が、個別および集団でのOKEの強さを左右する。また、凝ったプログラムを作成しても、単純なプログラム（およびそれに合わせたハードウェア・チーム戦略）に負ける場合もあるため、「絶対に強いプログラム（同様にハードウェア、チーム戦略）」というのも存在しないのが本作の楽しみの一つでもある。プログラミングにあたっては専門的な知識は必要なく、フローチャートの上で行動や条件による分岐などを記した「チップ」を配置していくものである。右概念図の場合、前方800メートル以内に敵を確認するまで右旋回を続け、発見した敵が20メートル以内にいた場合は格闘、いなければその距離になるまで前進を続ける（移動ないし破壊により索敵範囲から敵が消えた場合は再び旋回）。一方で、カウンタを組み込むことでより高度な計算や思考を組むこともできるようになるという、専門的な知識も活用できるようになっている。
設計したハードウェアとソフトウェア構成については、友人に教える、設計データを渡すことで、受け取ったプレイヤーが参考にできたり、対戦が可能になっている。「PORTABLE」以降からインターネット経由で設計データのアップロードが可能になったことで、遠隔地のプレイヤー同士で大会を開くこともできるようになった。コミュニティで設計談義をしながら、大会内容に沿った自慢の機体チームで戦わせることが、本シリーズのもう一つの醍醐味となっている。
本作のようなロジックプログラムでロボットを操作するゲームはいくつか存在するが、その中でも有名なシリーズである。一方で、シリーズのディレクターを務めた飯塚正樹は2021年のインタビューの中で、本シリーズの評価が高いことを認めつつも、そもそもプログラミングを楽しむ人口が少なかったうえ、既存のユーザー「のみ」をターゲットにした結果、シリーズを重ねるごとに売り上げが低下していったと振り返っている。

## OKEの解説

### ゲーム中の要素

#### 機体のタイプ
- 二脚型 - 二足歩行で移動する機体。大抵人型がベース。機動力・搭載量等標準的なステータス。
- 多脚型 - 主に四足で移動する機体。二脚型に比べてジャンプや搭載量に優れる。
- ホバー型 - ホバリングで移動する機体。移動速度に優れるが転倒しやすい。
- 車両型 - 脚部が車輪や履帯で構成された機体。搭載量や速度、転倒のしにくさなど特徴的な部分が多い物の、ジャンプができなかったり平行移動ができず、左右の移動で旋回を要するなど弱点がある。
- 飛行型 - 空中を自在に移動できる機体。高度の変更や対空も可能だが、装甲が薄いことが多い。

なお、カルネージハートエクサからは、新型OKEも追加されたため、上記と完全には一致しない場合もある。

## 各作品

### カルネージハート
- 1995年12月8日発売（PS版）

カルネージハート系の第1作目。自分で設計した無人機動兵器「OKE」を指揮するターン制のSF戦闘シミュレーションゲーム。無人機動兵器にプレイヤー独自のプログラムを構築でき、様々なパーツを組み合わせ自由に機体を設計できる。なお、特殊なコマンドを入力することで、ユニットを手動で操作できる。
本作では拠点でOKEを生産して進軍させ、敵OKEを倒しながら敵拠点を陥落させるという戦略要素が存在する。
OKEの進軍やそれによる開発技術力の強化以外にも、資金のやり繰りや生産ライン、機体開発コスト、生産工数によるターンの経過も考慮して、出来るだけコスト、時間、その他諸々の無駄を省き、最適な機体の組み方も要求される。当然進軍するための戦術、戦略の組み方も重要になる。なお、OKEのプログラムテストは演習として即時テストが可能。
本作およびCHPまでのシリーズにおけるOKEのデザインは横山宏が担当。

### カルネージハートEZ
- 1997年7月24日発売（PS版）
- 2009年3月25日配信（ゲームアーカイブス PS3/PSP）

前作、カルネージハートのバランス修正した（BGMの変更・マップ演出など細部に亘って異なる）改良版。「Carnage Heart EZ」のEZとは、Easy Zappingの略で簡単にという意味が込められている。難解と思われがちなプログラム部分を初心者でも簡単に制作できるように改良を加えたのが特長。前作同様に、特殊なコマンドを入力することで、ユニットを手動で操作できた。
また、前作をプレイしたユーザーがアートディンクに投稿した機体構成も本作に収録されており、これらのデータを使って遊ぶこともできる。

### ゼウス カルネージハートセカンド
- 1998年11月15日発売（PS版）
- 1999年12月17日発売（PC版 CD-ROM）
- 2009年5月13日配信（ゲームアーカイブス PS3/PSP）

基本的なシステムは前作までと同じだがグラフィック面の強化や、操作性の改善、ロジックプログラム等、大幅な改良を施している。機体もカルネージハート、カルネージハートEZからの続投はなく、全て新登場のものに一新された。最大の特徴はストーリーが追加された事である。PC版にはOKEのデータをインターネットメールに添付して交換することができる機能が付いている。

#### ストーリー
西暦2198年。資源採掘地区、アステロイドベルトの労働者が、火星国家からの独立を宣言、武装蜂起した。戦火は木星の衛星にまで飛び火し、太陽系規模で広がっていく。地球連合軍OKEデルタ中隊の新人、マーク・グラント少尉は士官学校の仲間とともに、激戦の繰り広げられているエウロパへと派遣される。

#### キャラクター・声優
- マーク・グラント（森川智之）
- アリア・スチュアート（天野由梨）
- ジョアン・バレンシア（北島淳司）
- レイナ・サキモト（松本さち）
- キリング・リー（檜山修之）
- ラミアム・マクガイア（高木渉）
- クリス・ハミルトン（細井治）
- モンド・テサワ（二又一成）
- ルイス・エドワーズ（徳丸完）
- ベッチナ・カウニッツ（津野田なるみ）
- ルイノ・オトラント（石森達幸）
- ハンス・ゴッツェン（水鳥鉄夫）

### ゼウスII カルネージハート
- 1999年10月7日発売（PS版）
- 2009年6月10日配信（ゲームアーカイブス PS3/PSP）

前作ゼウスと比較した場合、劇的な変化はないものの、初心者用にチュートリアルの充実、シナリオのシステム面や機体性能の調整、新機体の追加等、細やかな改良がなされている。

#### ストーリー
主人公グラハムは木星叛乱事件で命を落とした母、ベッチナ・カウニッツの遺書を受け取る。そこには自分が母の本当の息子ではなく、亡き父ウォルターのクローンであることが記されていた。母の死、母が自分の本当の母ではなかった事実、そして己がクローンという人工的に造られた存在であること。衝撃を受け、自分の存在に苦悩しつつも歳月は流れ、それから4年後、グラハムは16歳となる。わずか16歳にして軍の士官学校を優秀な成績で卒業したグラハムは、士官学校で知り合ったジョン、トムと共に火星の前線基地に送られ、ブラポ大尉の命令されるままに初めての実戦をおこなう。マーク・グラント大尉（前作主人公）、キリング、ラミアムといった前作に登場した人々との出会いや、ライラ・スチュアート、アンナ・ボーソン、ニラーダ・テサワといった美しいヒロイン達との出会いの中、グラハムは自分の存在というものを確認してゆく。

#### キャラクター
木星方面軍
フォックストロット中隊
- グラハム・クティナ（福山潤）
- ジョン・スミス（龍谷修武）
- トム・ボンバジル（野島健児）
- アルマンド・ブラポ
- イオナンタ・ラミレス

デルタ中隊
- マーク・グラント（森川智之）
- キリング・リー（檜山修之）

情報部
- ニラーダ・テサワ（満仲由紀子）

木星方面軍陸軍
- ラルフ・クティナ（菅沼久義）
- ダガン・リー（佐藤善雄）

火星方面軍
- ライラ・スチュアート（杉本彩）

緊急派遣軍
- ラミアム・マクガイア（高木渉）
- アンナ・ボーソン（前田このみ）

### カルネージハートポータブル
- 2006年8月3日発売（PSP版）

前作から約7年を経てのリリース。ZEUS2をベースとし、チュートリアルやシナリオを刷新。旧作の機体がそのまま使えるため、一見目立った変化は感じないが、システムの練り直し、バランスの見直しやチップの追加などがおこなわれている。無線LANのアドホックモードやインターネット経由で機体のやり取りが可能。
販売元は元気だが、開発担当はアートディンクによるオリジナルスタッフ。

### カルネージハート エクサ
2010年10月28日にPSP用として発売された作品であり、自分で操作することが可能な「操縦型OKE」が正式に取り入れられたことを大きな特徴としている。カルネージハートEZのような特殊コマンド、またはポータブルのあらかじめセッティングされた機体での手動操作と異なり、操縦型向けのフローチャートプログラムを組んだ上で、プレイヤーの遠隔操作によりボタンコマンドを送信することで、プログラム側でボタンの状態を読み取り、ボタンの状態でプログラムチップに組み込まれたプログラムの流れを分岐判定してOKEを操作する。アクション性が取り入れられた操縦型でも、従来の自律型のように部分的に自動判断による自動処理をプログラムに組み込むことができる。
その他、「新型OKE」や新型プログラムチップ、ムービー編集・出力機能、通信対戦機能など、新しい要素を追加している。機体性能の設定面では、ポータブルから微調整されており、既存のプログラムチップにもいくつか機能が追加された（それによりカウンタとビット演算による高度な分岐判断が可能になった）。本作で登場する新型OKEのデザインは松本秀幸が担当。
CERO審査では、異例のB指定（12歳以上対象）に区分された。

### ブラウザ カルネージハート
2011年8月18日ハンゲームからリリースされた「カルネージハート」シリーズのブラウザバージョンであり、ゲーム制作は全てアートディンクが担当した。オンラインならではのコミュニケーション要素が充実していることに加え、成長するOKEの制御ユニット「Pドロイド」の育成という新要素も追加されている。基本プレイは無料でアイテム課金制。2012年3月30日をもってすべてのサービスを終了している。